# Semaeopus tetrasticta
Semaeopus tetrasticta là một loài bướm đêm trong họ Geometridae.